# Stigmella pyrivora
Stigmella pyrivora là một loài bướm đêm thuộc họ Nepticulidae. Nó là loài đặc hữu của Cộng hòa Síp.
Ấu trùng ăn Pyrus syriaca. Chúng ăn lá nơi chúng làm tổ. Kén của chúng giống với kén của Stigmella paradoxa.